# ポーリ
ポーリ（伊: Poli）は、イタリア共和国ラツィオ州ローマ県にある、人口約2,200人の基礎自治体（コムーネ）。

## 地理

### 位置・広がり
ローマ県東部のコムーネ。

#### 隣接コムーネ
隣接するコムーネは以下の通り。
- カプラーニカ・プレネスティーナ
- カザーペ
- カステル・サン・ピエトロ・ロマーノ
- ローマ
- サン・グレゴーリオ・ダ・サッソラ

### 気候分類・地震分類
ポーリにおけるイタリアの気候分類 (it) および度日は、zona E, 2121 GGである。
また、イタリアの地震リスク階級 (it) では、zona 2B (sismicità media) に分類される。

## 行政

### 山岳部共同体
広域行政組織である山岳部共同体「モンティ＝サビニ・ティブルティーニ・コルニコラニ・エ・プレネスティーニ山岳部共同体」 (it:Comunità montana dei Monti Sabini, Tiburtini, Cornicolani e Prenestini) （事務所所在地: ティヴォリ）に属する。

## 行政

### 分離集落
ポーリには、以下の分離集落（フラツィオーネ）がある。
- Cadipozze, Casale Pelliccioni, Casalvecchio, Colle Arnaro, Colle Cancelliere, Colle Spina, Ficozzivoli, Fossatello, La Cona, La Piantata, Magliuri, Moletta, Polledrara, Pratarello, Traglione, Villa Catena, Villa Luana